# Hotel Badischer Hof (Baden-Baden)

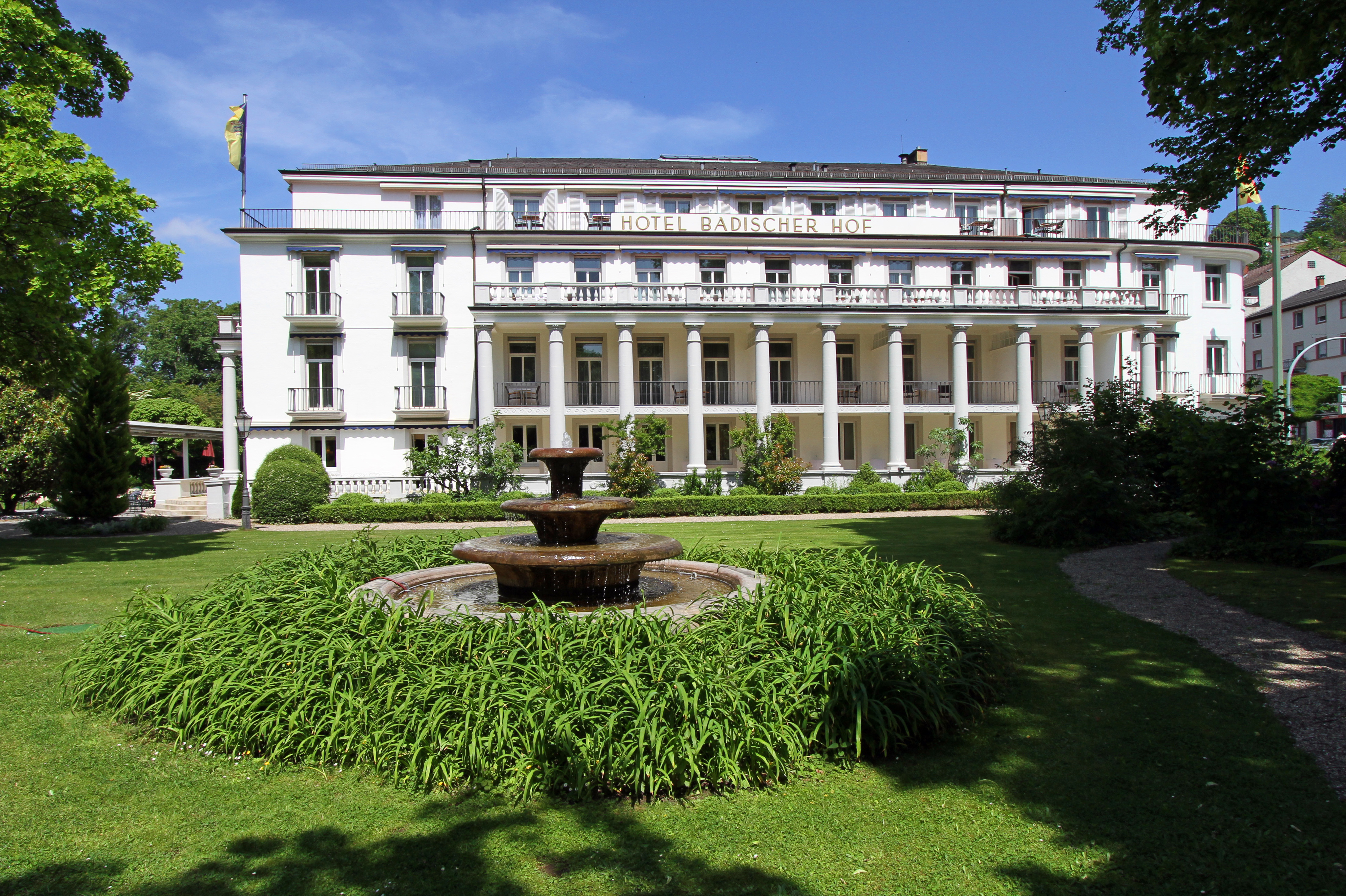
Die Südfassade des Hotels mit dem Dreischalenbrunnen (2018)

Der Badische Hof ist ein Hotel in Baden-Baden. Es entstand 1807–1809 durch den Umbau eines alten Kapuzinerklosters durch Friedrich Weinbrenner und war das erste Luxushotel in Baden-Baden sowie das erste Palasthotel in Deutschland.

## Geschichte

### Gründung
1630 stiftete Markgraf Wilhelm von Baden-Baden das Kapuzinerkloster Baden-Baden im Zuge der gegenreformatorischen Bewegung aus dankbarer Erinnerung an die zwei Kapuziner, die ihm 1622 die freudige Nachricht vom Sieg Tillys über den protestantischen Markgrafen Georg Friedrich von Baden-Durlach überbracht hatten.
Es wurde südwestlich der Stadt, vor der Stadtmauer am linken Ufer der Oos errichtet. Der deutsche Kaiser gestattete den Ordensmännern damals die Thermalwassernutzung, die bis heute besteht. So fließt in den Zimmern des Klosterbaus 37 Grad warmes Thermalwasser direkt in die Badewannen. Im Jahr 1689 wurde die Stadt Baden-Baden und auch das Kapuzinerkloster Opfer des Expansionsdranges des französischen Königs Ludwig des XIV. Es waren 30.000 französische Soldaten in das Gebiet zwischen Rhein und Neckar eingerückt, die die Stadt zerstörten. 
Dabei wurde auch das anfangs verschonte Kapuzinerkloster am 6. November 1689 niedergebrannt. Erst fünf Jahre später, zwischen 1694 und 1698 wurde das Kloster wiederhergestellt. Die Kapuziner waren noch ein weiteres Jahrhundert tätig, bis das Kloster am  12. Februar 1807 aufgehoben und enteignet wurde. Der Konvent der Kapuziner musste nach Bruchsal ziehen und war darüber sehr verärgert. Die Kapuziner fällten eine imposante Zeder im Klosterhof, verkauften das kostbare Holz einem ortsansässigen Schreiner und nahmen neben anderen Kunstgegenständen ein vermeintliches Dürerbild mit. Allerdings entschied der Geheime Rat des Großherzogtums, dass die Kapuziner als Entschädigung die Einnahmen aus dem Zedernholz zurückbezahlen mussten.

### Umbau im 19. Jahrhundert

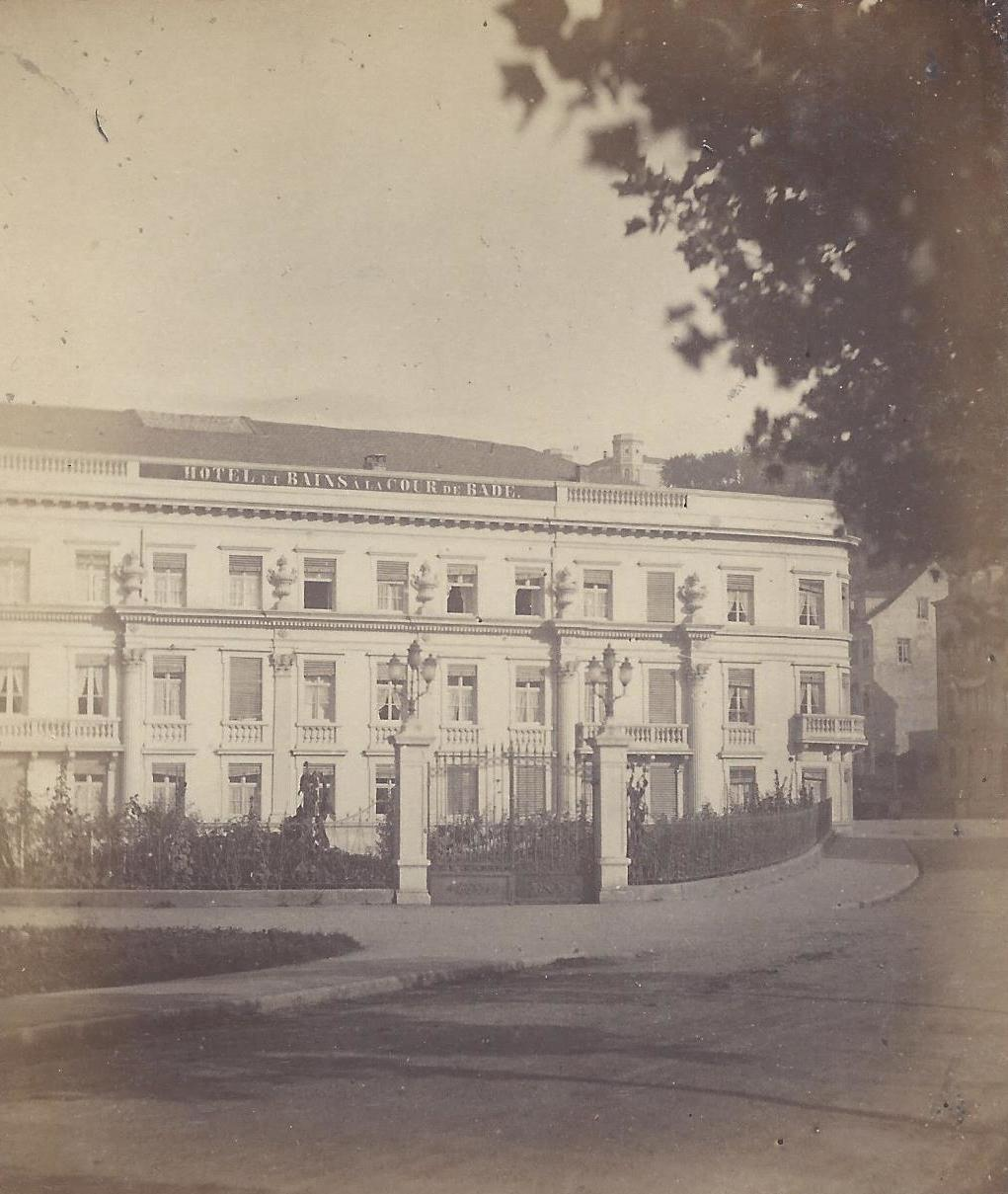
Aufnahme aus dem Jahr 1863 noch ohne Aufstockung und die 1922–1924 ergänzten Loggien

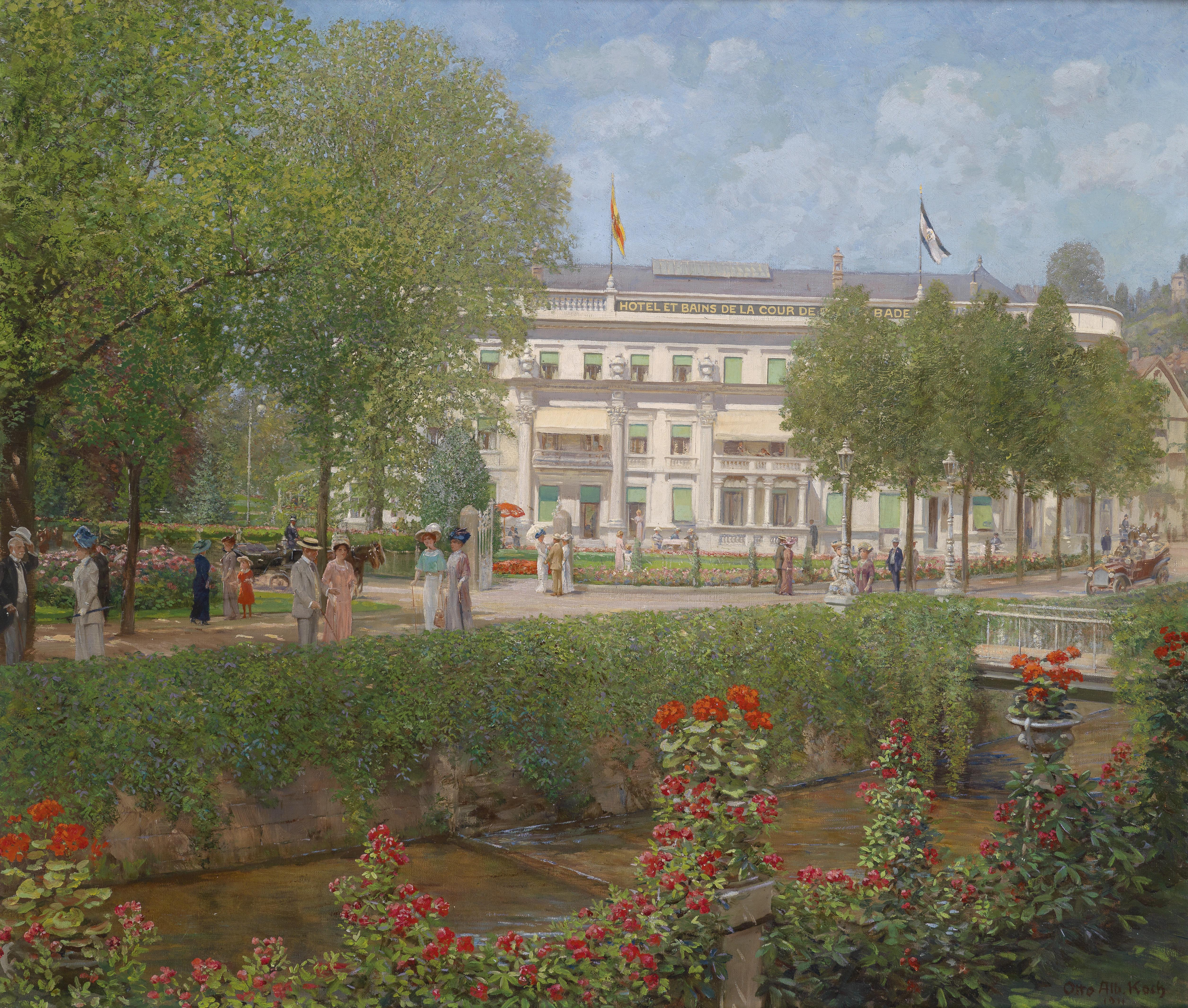
Gemälde von Otto Albert Koch, 1911

Der Stuttgarter Verleger Johann Friedrich Cotta hatte schon lange die Idee gehabt, in seiner Heimatstadt das erste Luxushotel 
Europas zu bauen. Allerdings bot sich in der durch historische Gebäude geprägten Stadt keine Möglichkeit, ein solch großes Bauwerk zu errichten. Im Jahr 1807 hatte er dann sich dann die Gelegenheit, durch den bekannten Architekten Friedrich Weinbrenner das alte Kapuzinerkloster in seinem Sinne umbauen zu lassen.
1807 begann der Umbau zum Luxushotel Badischer Hof mit 18 über drei Stockwerke reichenden dorischen Säulen, die den Blickfang des Speisesaals ausmachten. Die Zimmersuiten, zum Teil mit eigenem Bad, entstanden über den ehemaligen Mönchszellen, der Kreuzgarten wurde zu einem Speisesaal überwölbt. 100 Zimmer und Salons, Bäder mit Thermalwasserversorgung, Konversations-, Lese- und Rauchzimmer, Galerie und Frühstückssalon gehörten nach Abschluss der Bauarbeiten ebenso zur Ausstattung wie ein großer Park. Nach 1830 wechselte das Luxushotel des Öfteren den Besitzer.

### 20. Jahrhundert bis heute
Seit 1925 steht im Garten des Hotels ein von Ernst Walker geschaffener Dreischalenbrunnen, der mit Thermalwasser betrieben wird. Er war lange Zeit das Erkennungszeichen des Südwestfunks und wurde zu einem Wahrzeichen Baden-Badens.
Nach dem Zweiten Weltkrieg wäre das Gebäude fast erneut ein Opfer der Flammen geworden. Am 1. Oktober 1949 geriet das bereits im März des Jahres von der französischen Besatzungsmacht zu seiner eigentlichen Nutzung freigegebene Hotel in Brand, wobei nicht nur der zur Halle gewordene Speisesaal gänzlich zerstört wurde, sondern auch der Dachstuhl in Flammen aufging. Der Wiederaufbau, die Erweiterungs-, Modernisierungs- und Verschönerungsarbeiten waren in kürzester Zeit erledigt und das Badhotel Badischer Hof nahm am 27. Mai 1950 unter der Regie der Hoteliersfamilie Steigenberger seine Funktion als hochklassiges Hotel wieder auf. 
1980/81 wurde der nördliche Trakt abgerissen und durch einen Neubau ersetzt.
Von Ende 2009 an wurde das Gebäude mit seinem zu diesem Zeitpunkt 140 Gästezimmern für nahezu ein Jahr grundlegend renoviert. Auf 34 Millionen Euro wurde das Investitionsvolumen zu Beginn der Arbeiten geschätzt. Neben den Zimmern standen dabei die Renovierung der denkmalgeschützten Säulenhalle und die Aufstockung der Eingangszone im Blickpunkt. Der Bad- und Saunabereich wurde auf 1800 Quadratmeter Fläche verdoppelt.
Seit dem 1. April 2009 gehört der Badische Hof zur Rezidor Hotel Group und wird unter dem Namen Radisson Blu Badischer Hof Hotel mit 139 Zimmern geführt.
Am 2. September 2021 zerstörte ein Feuer den Dachstuhl des Altbaus. Große Teile des Hotels wurden zudem durch Löschwasser beschädigt. Der Sachschaden wurde auf einen zweistelligen Millionenbetrag geschätzt.